# Kassé Mady Diabaté
Kassé Mady Diabaté est un chanteur, musicien et griot malien né en 1949 à Kela, près de Kangaba et mort le 24 mai 2018 à Bamako à l’âge de 69 ans, des suites d'un accident vasculaire cérébral. Sa voix douce et particulière aux nuances graves — caractéristique atypique pour un griot — le fait surnommer « La voix d'or du Mali ». Il est considéré avec Salif Keïta comme l'un des plus grands artistes mandingues de sa génération.

## Carrière musicale
Kassé Mady Diabaté a fait partie de plusieurs groupes de musique (Las Maravillas du Mali, Orchestre instrumental du Mali...) avant de publier en 1989 son premier album solo, Fodé. Il participe à plusieurs projets transversaux, notamment inspirés du flamenco ou du blues.
En 2010, il participe à l'album AfroCubism enregistré à Madrid en Espagne par le guitariste cubain Eliades Ochoa et les musiciens maliens Toumani Diabaté, Kassé Mady Diabaté, Lassana Diabaté, Djelimady Tounkara, Bassekou Kouyaté et Baba Sissoko,.
Il accompagne Jordi Savall en 2015, comme chanteur et arrangeur de plusieurs « chants de griot », sur une série de concerts (dont le festival de Saint-Denis) et l'enregistrement de l'album Les Routes de l'esclavage.

## Discographie
- 1989: Fodé
- 1990 : Kela Tradition
- 2002 : Kassi Kassé - Mande Music From Mali
- 2008 : Manden Djeli Kan
- 2009 : There Was A Time (with African Classical Music Ensemble)
- 2014 : Kiriké

## Récompenses
Il est élevé au grade d'officier de l'ordre national du Mali en décembre 2017.